# Сиро, Кевин
Кеви́н Сиро́ (фр. Kévin Sireau; род. 18 апреля 1987, Шатору, Франция) — французский трековый велогонщик, двукратный чемпион мира и серебряный призёр летних Олимпийских игр.
Сиро участвовал в трёх взрослых чемпионатах мира. Он дважды становился чемпионом в командном спринте, а также выиграл серебряную медаль в этом виде. Также он трижды становился призёром в индивидуальном спринте. На летних Олимпийских играх 2008 он вместе со своей сборной занял второе место в командном спринте, а также стал пятым в индивидуальном соревновании.
Сиро дважды устанавливал мировые рекорды на велотреке. На Гран-при в Москве 29 мая 2009 года он побил мировой рекорд в гите на 200 метров с места, показав результат 9,650 с и улучшив прошлое достижение нидерландца Тео Боса на 0,122 с. На следующий день он проехал эту же вид соревнований за 9,572 с.